# Porąbka (powiat świdwiński)
Porąbka – osada w Polsce położona w województwie zachodniopomorskim, w powiecie świdwińskim, w gminie Połczyn-Zdrój.
W latach 1975–1998 miejscowość administracyjnie należała do województwa koszalińskiego.